# Charlotte Mannheimer
Charlotte Emma Mannheimer, född Abrahamson 5 april 1866 i London, död 10 september 1934 i Göteborg, var en svensk konstnär och mecenat.
Charlotte Mannheimer var dotter till grosshandlaren Abraham Meyer (Arnold) Abrahamson (1831–1911) och Flora Henriette de Jongh (1842–1922). Hon var från 1893 gift med advokaten Otto Mannheimer och mor till Agnes Heiberg samt syster till Florence Abrahamson.  
Charlotte Mannheimer studerade konst på South Kensington Art School i London 1882 och vid Det Kongelige Danske Kunstakademi i Köpenhamn 1887. Hon medverkade från 1893 i utställningar i Köpenhamn, Stockholm och Göteborg. Hennes konst består av stilleben och landskapsmålningar och några porträtt. En minnesutställning med hennes och dotterns konst visades på Göteborgs konsthall 1935 och på Konstnärshuset i Stockholm genomfördes en större utställning med hennes konst 1950.
Förutom målning arbetade hon för att sprida samtida konst till Göteborgs skolor. Hon stödde också konstnärer som Sigrid Hjertén, Sigfrid Ullman, Birger Simonsson och Gösta Sandels. Hon var också en drivande kraft i grundandet av Göteborgs Högre Samskola 1901.
Mollie Faustman arrangerade tillsammans med Charlotte Mannheimer och Maj Bring en utställning med verk av några kvinnliga konstnärer på Liljevalchs konsthall i Stockholm, Utställningen möttes av negativ kritik av den då manliga kritikerkåren, framför allt av Albert Engström i Strix.
Charlotte och Otto Mannheimer donerade medel till en fond i deras namn, instiftad 1912. Fonden har bland annat köpt in konst till skolor och sjukhus i Göteborg och delar i dag ut konstnärsstipendier och finansierar utbildningsverksamhet och forskning. 
Mannheimer är representerad vid Nationalmuseum, Göteborgs konstmuseum  och Nasjonalgalleriet i Oslo.